# 誓光寺

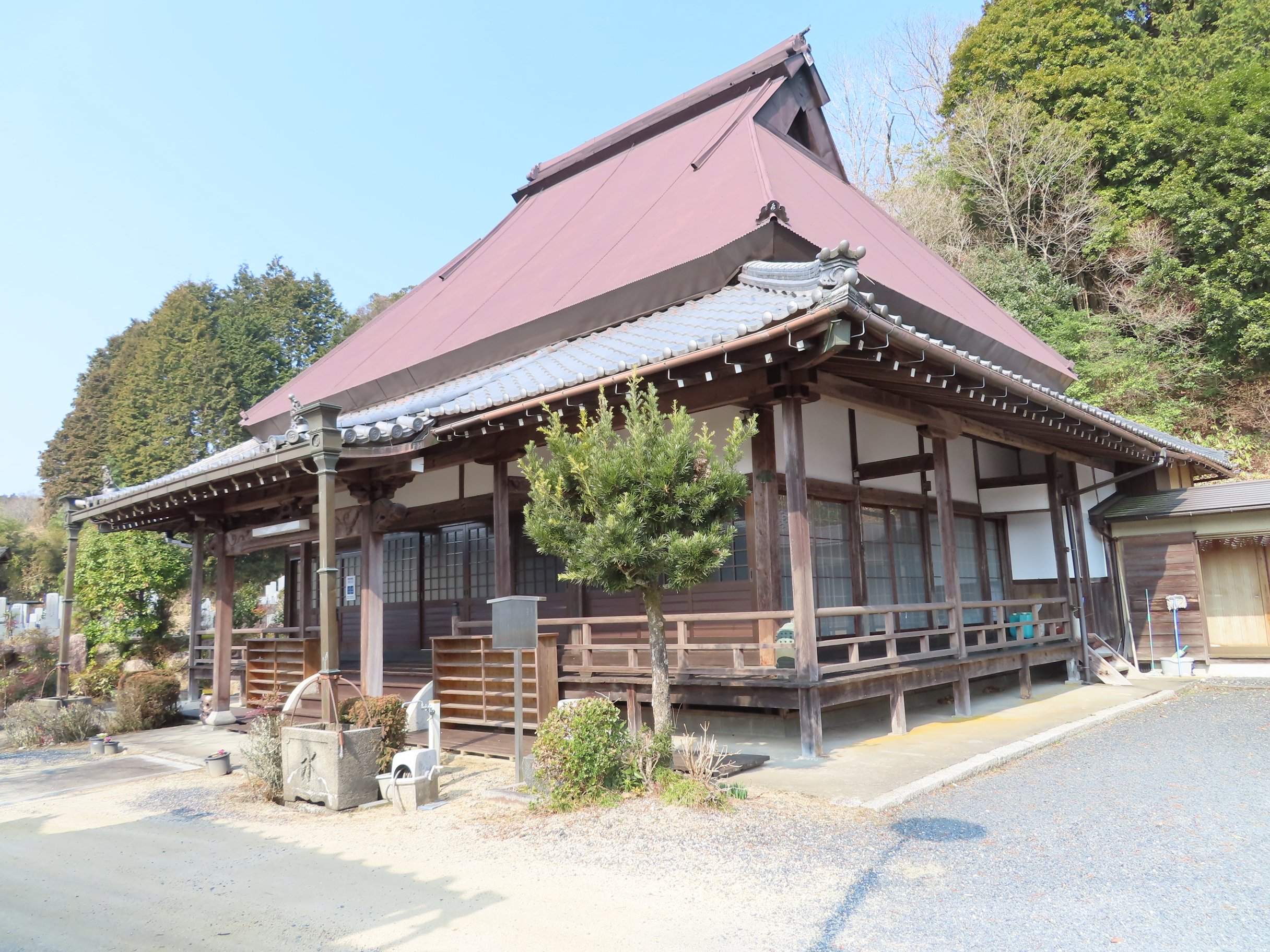
本堂

誓光寺（せいこうじ）は、滋賀県甲賀市信楽町上朝宮にある浄土宗の寺院。重要文化財の十一面観世音菩薩立像（鎌倉時代）を所蔵する。南岩谷の岩屋山仙禅寺を管理している。

## 歴史
- 寛永11年(1634年)開基。

## 関連資料
- 朝日新聞2000年7月19日、1998年10月22日。
- 京都新聞2004年6月29日。
- 毎日新聞2007年4月01日。
- 読売新聞2005年7月27日、2007年3月17日。
- 産経新聞2007年3月30日。